# X-Time
X-Time (anteriormente Pantalla Uno y Unovisión) es un canal de televisión por suscripción latinoamericano de origen estadounidense especializado en cine y series que fue creado en 1993 como Pantalla Uno. En ese entonces, era un canal de variedades hasta meses después cuando se convirtió en Unovisión y ofreció programas, cine y series (algunas de ellas eróticas). En el 2000, cambió a X-Time  y luego cerró en julio de 2005. Volvió en septiembre de 2009 reestrenando su sitio web.

## Historia
Pantalla Uno fue creado en marzo de 1994 y ofrecía futbol, dibujos animados, programas de comedia, etc. Pero meses después cambió a Unovisión y pasó de ser un canal de variedades a uno de cine y series. La programación nocturna en ese entonces ofrecía series eróticas. En julio de 2000, se transformó en X-Time. En julio de 2005, X-Time cerró sus transmisiones. En septiembre de 2009, X-Time volvió luego de cuatro años fuera del aire.